# Tang Lin
Tang Lin (chiń. 唐琳; ur. 7 maja 1976 w Neijiang) – chińska judoczka. Złota medalistka olimpijska z Sydney 2000 w kategorii 78 kg.
Triumfatorka igrzysk azjatyckich w 1998. Brązowa medalistka igrzysk Azji Wschodniej w 1997. Wicemistrzyni Azji w 1996 roku.

## Letnie Igrzyska Olimpijskie 2000
| Konkurencja | Walki                    | Walki                        | Walki                     | Walki                | Walki                 | Klas. końcowa |
| Konkurencja | 1/16                     | 1/8                          | 1/4                       | 1/2                  | Finał                 | Miejsce       |
| ----------- | ------------------------ | ---------------------------- | ------------------------- | -------------------- | --------------------- | ------------- |
| 78 kg       | Nasiba Surkiýewa (TKM) W | Sambuugijn Daszdulam (MGL) W | Edinanci da Silva (BRA) W | Heidi Rakels (BEL) W | Céline Lebrun (FRA) W | I             |